# نيكول ريزنيكوف
نيكول ريزنيكوف (بالعبرية: ניקול רזניקוב؛ ولد 27 ديسمبر 1999) عارضة أزياء وحاملة لقب ملكة جمال بعد تتويجها بمسابقة ملكة جمال إسرائيل 2018. ومثلت بلدها إسرائيل في مسابقة ملكة جمال الكون 2018 ولكنها لم تحتل تصنيف خلال المسابقة.

## نشأتها
وُلدت ريزنيكوف في العفولة، إسرائيل، لوالديها يفجيني وفيكتوريا. درست الاتصالات في المدرسة الثانوية. يدير والدها متجر إسكار، وتعمل والدتها محاسبة. علمتها جدتها اللغة الروسية منذ صغرها. وُلدت والدتها في طشقند، جمهورية أوزبكستان السوفيتية، الاتحاد السوفيتي. وُلِد والدها في كييف، جمهورية أوكرانيا السوفيتية، الاتحاد السوفيتي.

## روابط خارجية
- missisrael.ynet.co.il
- Miss Israel on Instagram

| الجوائز و الإنجازات | الجوائز و الإنجازات    | الجوائز و الإنجازات |
| ------------------- | ---------------------- | ------------------- |
| سبقه أدار غاندلسمان | ملكة جمال إسرائيل 2018 | تبعه سيلا شارلين    |